# Sleeping Beauty (Sun-Ra-Album)
Sleeping Beauty ist ein Jazzalbum von Sun Ra and His Intergalactic Arkestra. Die im Juni 1979 im Variety Recording Studio, New York City entstandenen Aufnahmen erschienen erstmals am 1. November 1979 auf dem Label El Saturn Records, auf Compact Disc erstmals in erweiterter Form 2010 auf dem Label Art Yard.

## Hintergrund
Eine Reihe von Sessions, die Sun Ra von 1978 bis 1980 aufgenommen hat – veröffentlicht auf den Alben Lanquidity (1976), On Jupiter (1979) und Sleeping Beauty – spiegeln den Einfluss kommerzieller Musik- und Produktionstrends der Mitte und Ende der 1970er-Jahre auf Sun Ra wider, insbesondere elektrisch verstärkte Dancefloor-Grooves (verfolgbar von Soul und Funk bis Disco) und atmosphärische New-Age-„Traum“-Stücke, hieß es in den Liner Notes der digitalen Ausgabe des Albums von 2021. Aber Sun Ra gab sich diesen Stilen weder hin noch nahm sie sie vollständig an – er fügte diese Techniken einfach zu seinem musikalischen Werkzeugkasten hinzu und ging immer über die Genres hinaus. Der einzige Aspekt, der sich ihm entzog, war der kommerzielle Erfolg.
Das Album Sleeping Beauty (Saturn 79) wurde im Juni 1979 in New York aufgenommen und noch im selben Jahr veröffentlicht. Wie viele Sun Ra-Alben aus den 1970er- und 80er-Jahren wurde es in einer begrenzten Stückzahl gepresst, von Rounder Records vertrieben und auf Konzerten verkauft. Wie viele Veröffentlichungen dieser Zeit war es auch unter einem zweiten Titel bekannt – Door of the Cosmos. Dieser alternative Titel stammte von zwei der drei Tracks des Albums. Seltsamerweise hatte Sleeping Beauty einen weiteren Alternativ-Titel – Black Beauty, der auf einigen Etiketten gedruckt (und auf anderen getippt) wurde. Bestätigend, dass diese Veröffentlichung unter der Rubrik Alternative abgelegt werden sollte, wurde die Band auf den meisten Labels als Sun Ra and His Arkestra und auf mindestens einem noch vorhandenen Cover als Sun Ra Omniverse Jet Set Arkestra bezeichnet.
Drei zusätzliche Tracks wurden während der Session im Juni ’79 aufgenommen: „Celestial Road“, „Say“ und „I’ll Wait for You“. Diese Tracks wurden an Rounder Records lizenziert, die sie 1982 auf der LP Strange Celestial Road (Rounder 3035) herausbrachte.
Das Label Art Yard Records veröffentlichte 2010 eine autorisierte Ausgabe von Sleeping Beauty auf CD. Diese digitale Ausgabe enthält alle Tracks der Aufnahmesitzung im Variety Studio vom Juni 1979, zusammen mit zwei Bonustracks, einen alternativen Track zu „Door of the Cosmos“, aufgenommen 1978 in Philadelphia im Club Grendel's Lair und eine Live-Version von „Strange Celestial Road“, aufgenommen in Detroit im Jahr 1980. Beide Tracks stammen von Bändern in Michael D. Andersons Sun Ra Music Archive.

## Titelliste

### Original-LP 1979
- Sun Ra and His Intergalactic Myth Science Solar Arkestra: Sleeping Beauty (Saturn 11-1-79, Art Yard ART YARD CD003, P-Vine Records – PCD-93849)[2]

1. Springtime Again 9:17
2. Door of the Cosmos 9:00
3. Sleeping Beauty 11:51

### Sleeping Beauty (Expanded) 2021
1. Springtime Again 9:15
2. Door of the Cosmos 9:00
3. Sleeping Beauty (a.k.a. Black Beauty) 11:49
4. Celestial Road 7:02
5. Say 12:10
6. I’ll Wait for You 16:05
7. Door of the Cosmos (live Grendel’s Lair, 1978) 03:06

Die Kompositionen stammen von Sun Ra.
- Die Musiker auf den drei Titeln der Original-LP sind: Michael Ray (tp,flhrn), Walter Miller (tp), Tony Bethel, Craig Harris (trb), Vincent Chancey (fhr), Marshall Allen (as,fl), John Gilmore (ts,perc), Danny Ray Thompson (bar,fl), Eloe Omoe (b-cl,fl), James Jacson (bassoon,fl,infinity-d), Sun Ra (p,el-p,org,vcl), Skeeter McFarland (el-g), oder Taylor Richardson (el-g), wahrscheinlich Steve Clarke (el-b), Harry Wilson (vib), Atakatune (cga,perc), Eddie Thomas (dr; alias Thomas Thaddeus), June Tyson (vcl).[3]

- Die Musiker auf den zusätzlichen Stücken 4, 5 und 6 sind Michael Ray, Curt Pulliam, Walter Miller (tp), Craig Harris, Tony Bethel (trb), Vincent Chancey (fhr) Marshall Allen (as,fl) John Gilmore (ts,perc) James Jacson (fl, Fagott, Drums) Eloe Omoe (b-cl,fl), Danny Ray Thompson (bar,fl), Kenny Williams (ts,bar,fl), Noel Scott (as,bar), Hutch Jones (as,ts) Sylvester Baton (reeds), Sun Ra (el-p,org,synth), Damon Choice, Harry Wilson (vib), Skeeter McFarland, Taylor Richardson (el-git), Steve Clarke (el-b), Richard „Radu“ Williams (kb), Luqman Ali, Reg McDonald (dr), Atakatune (perc), June Tyson, Rhoda Blount (vcl). Die Aufnahmen erschienen zuvor auf dem Album Strange Celestial Road (Rounder 3035).[3]

## Rezeption
Sean Westergaard verlieh dem Album in Allmusic vier Sterne und schrieb, dies sei das großartige Chillout-Album von Sun Ra für die Nacht, das Ergebnis der Arbeit der Band an einem Groove-orientierten Rahmen für ihre Musik. Das Album knüpfe genau da an, wo On Jupiter aufgehört habe, mit dem sanften, schwankenden „Springtime Again“, das die gleiche sanfte Stimmung von „Seductive Fantasy“ von On Jupiter widerspiegelt. „Sleeping Beauty“ sei das Herzstück des Albums; das wunderschöne E-Piano bringe die Dinge ins Rollen und die Band verfalle in einen friedlichen Groove, bevor der Gesang einsetzt, angeführt von der wunderbaren June Tyson. Diese Songs seien alle auf den einfachsten Strukturen aufgebaut und das Spiel von allen sei dezent und erhaben. Das Album sei wahrlich ein Höhepunkt in einer unübersichtlichen Diskographie und gleichzeitig so etwas wie eine Anomalie in Sun Ras Werk.
Lottie Brazier schrieb in The Quietus, aufgenommen an der Schwelle zu den 1980er-Jahren, skandiert das Intergalactic Myth Science Solar Arkestra leise den Satz „Ohne einen Prinzen zu beeindrucken (Prince Charming), gibt es keine schwarze Schönheit.“ Und in dieser märchenhaften Collage würden Schönheit und Kunstfertigkeit von Assoziationen mit Weiß-Sein und dem weißen Gesicht abgelöst – ein Thema, das auch im 21. Jahrhundert bleibt, so die Autorin. Was diese Linie jedoch so beeindruckend mache, sei, dass sie von meisterhafter Improvisation getragen werde. Diese Inkarnation des Arkestra sei hier in ihrer Kompetenz so entspannt, dass es zwar einfach klinge, was aber die Improvisationen natürlich nicht sind. Sun Ra beweise Selbstbestimmung und kreative Kontrolle, zum Beispiel, wo es heißt: „Wir behaupten nicht nur, dass Schwarzsein und schwarze Kunstausübung schön sind, das kann man nicht in Frage stellen. Hören Sie sich das an.“
Nach Ansicht von Jeff Terich (Treble EZine) handle so viel von Sun Ras Musik von Aufregung, Bewegung, Erkundung oder Unsicherheit. Auch wenn dieses Album nun ruhig scheine, sei es nicht immer beruhigend. Und selbst wenn es zugänglich oder melodisch wirke, folge es keinem vorhersehbaren Weg. Was nicht heißen soll, dass Sleeping Beauty tatsächlich vorhersehbar sei, so der Autor. Allein dadurch, dass es Sun Ras ruhigstes, wunderschön verträumtes Album ist, unterscheide es sich von den meisten anderen großen Werken in seinem Katalog. „Es entführt den Hörer in eine funkelnde Traumwelt, die von gedämpfteren Darbietungen und den surrealen Klängen von Sun Ras himmlischem Fender Rhodes geprägt ist.“ Im Großen und Ganzen sei dies ein atmosphärischeres Album, eines mit sanfteren, wunderschönen Tönen und atemberaubenden Details.
TJ Gorton (BeatCaffeine) schrieb, dies sei eine großartige Aufnahme aus den späten Siebzigern mit drei längeren Tracks, darunter der entspannte Opener „Springtime Again“, der Space-Chant-Funk-Groover „Door of the Cosmos“ und das kosmische Jazzjuwel „Sleeping Beauty“. Dieses Album erforsche weiterhin die Experimente der Band mit Synthesizer-Linien und Elektronik, die mit lockeren, aber mitreißenden Grooves verschmolzen sind.